# بخش فالزبری (شهرستان لیکینگ، اوهایو)
بخش فالزبری (به انگلیسی: Fallsbury Township) یک منطقهٔ مسکونی در ایالات متحده آمریکا است که در شهرستان لیکینگ، اوهایو واقع شده‌است.
 بخش فالزبری ۶۴٫۴ کیلومتر مربع مساحت و ۹۸۱ نفر جمعیت دارد و ۳۱۰ متر بالاتر از سطح دریا واقع شده‌است.